# Battagliero
Battagliero è un celebre valzer, composto nel 1933 dal saxofonista e clarinettista reggiano Tienno Pattacini (1908-1978), padre di Iller. È un valzer emiliano, dal carattere travolgente e appassionato. È stato di gran voga nelle balere e nelle sagre dell'Emilia negli "anni d'oro" del ballo liscio, tanto da venire evocato come sottofondo musicale della bassa padana di quegli anni.

## Strumenti
È scritto per fisarmonica e sax Contralto.

## Tonalità
La tonalità è quella di sol minore, modulando poi in mi bemolle maggiore, do minore e infine ancora in mi bemolle maggiore.